# Mistrzostwa Europy w Biegach Przełajowych 2012
19. Mistrzostwa Europy w Biegach Przełajowych – zawody lekkoatletyczne w biegach przełajowych, które odbyły się 9 grudnia 2012 w Budapeszcie.
Węgry zostały wybrane na gospodarza imprezy w listopadzie 2010 – biegacze rywalizowali w położonym na północ od stolicy kraju Szentendre. 
Dwa dni przed mistrzostwami – z powodu awarii – zamknięty został międzynarodowy port lotniczy Budapeszt Liszt Ferenc, w związku z czym reprezentacje miały utrudniony dojazd do stolicy Węgier. Jedyną ekipą, która bez przeszkód dotarła do Budapesztu drogą lotniczą była reprezentacja Azerbejdżanu.

## Rezultaty

### Mężczyźni
| Konkurencja:                 | 1. miejsce                                                                           | Rezultat | 2. miejsce                                                                                   | Rezultat | 3. miejsce                                                                          | Rezultat |
| Seniorzy                     | Andrea Lalli                                                                         | 30:01    | Hassan Chahdi                                                                                | 30:11    | Daniele Meucci                                                                      | 30:13    |
| Seniorzy – drużynowo         | Hiszpania · Carles Castillejo · Ayad Lamdassem · Javier Guerra · Juan Carlos Higuero | 35 pkt.  | Wielka Brytania · Tom Farrell · Steve Vernon · Jonathan Taylor · Andy Vernon                 | 38 pkt.  | Włochy · Andrea Lalli · Daniele Meucci · Gabriele De Nard · Patrick Nasti           | 63 pkt.  |
| Młodzieżowcy U23             | Henrik Ingebrigtsen                                                                  | 24:30    | Soufiane Bouchikhi                                                                           | 24:40    | James Wilkinson                                                                     | 24:43    |
| Młodzieżowcy U23 – drużynowo | Francja · Romain Collenot-Spiret · Simon Denissel · Michael Gras · Matthieu Lonjou   | 50 pkt.  | Hiszpania · Antonio Abadía · Abdelaziz Merzougui · Roberto Aláiz · Aitor Fernández           | 59 pkt.  | Wielka Brytania · James Wilkinson · Andrew Heyes · Simon Horsfield · Dewi Griffiths | 80 pkt.  |
| Juniorzy                     | Szymon Kulka                                                                         | 18:43    | Mitko Cenow                                                                                  | 18:47    | Kieran Clements                                                                     | 18:57    |
| Juniorzy – drużynowo         | Rosja · Wiktor Bacharew · Michaił Striełkow · Nikita Wysocki · Rudolf Petruchin      | 50 pkt.  | Francja · Djilali Bedrani · Alexandre Saddedine · Emmanuel Roudolff Levisse · Hamza Habjaoui | 51 pkt.  | Wielka Brytania · Kieran Clements · Charlie Grice · Ian Bailey · Charlie Hulson     | 54 pkt.  |

### Kobiety
| Konkurencja:                 | 1. miejsce                                                                               | Rezultat | 2. miejsce                                                                       | Rezultat   | 3. miejsce                                                                         | Rezultat |
| Seniorki                     | Fionnuala Britton                                                                        | 27:45    | Ana Dulce Félix                                                                  | 27:47      | Adriënne Herzog                                                                    | 27:48    |
| Seniorki – drużynowo         | Irlandia · Fionnuala Britton · Linda Byrne · Ava Hutchinson · Lizzie Lee                 | 52 pkt.  | Francja · Laurane Picoche · Sophie Duarte · Christine Bardelle · Magali Bernard  | 52 pkt.    | Wielka Brytania · Louise Damen · Caryl Jones · Rosie Smith · Elle Baker            | 60 pkt.  |
| Młodzieżowcy U23             | Jess Coulson                                                                             | 20:40    | Ludmiła Lebiediewa                                                               | 20:49      | Clémence Calvin                                                                    | 20:52    |
| Młodzieżowcy U23 – drużynowo | Rosja · Ludmiła Lebiediewa · Gulszat Fazlitdinowa · Jekaterina Matiunina · Jelena Sedowa | 27 pkt.  | Wielka Brytania · Jess Coulson · Lauren Howarth · Hannah Walker · Lily Partridge | 33 pkt.    | Niemcy · Corinna Harrer · Jana Sussmann · Melanie Stemper · Lisa Jäsert            | 84 pkt.  |
| Juniorki                     | Amela Terzić                                                                             | 13:29    | Emelia Gorecka                                                                   | 13:37      | Maya Rehberg                                                                       | 13:43    |
| Juniorki – drużynowo         | Wielka Brytania · Emelia Gorecka · Annabel Mason · Jennifer Walsh · Jessica Judd         | 28 pkt.  | Niemcy · Maya Rehberg · Anna Gehring · Caterina Granz · Johanna Schulz           | 105,5 pkt. | Rosja · Jewdokija Bukina · Luiza Litwinowa · Zulfira Fazlitinowa · Alena Szuchtewa | 111 pkt. |

## Klasyfikacja medalowa
| Miejsce | Kraj            | Złoto | Srebro | Brąz | Razem |
| 1       | Wielka Brytania | 2     | 3      | 5    | 10    |
| 2       | Rosja           | 2     | 1      | 1    | 4     |
| 3       | Irlandia        | 2     | 0      | 0    | 2     |
| 4       | Francja         | 1     | 3      | 1    | 5     |
| 5       | Hiszpania       | 1     | 1      | 0    | 2     |
| 6       | Włochy          | 1     | 0      | 2    | 3     |
| 7       | Norwegia        | 1     | 0      | 0    | 1     |
| 7       | Polska          | 1     | 0      | 0    | 1     |
| 7       | Serbia          | 1     | 0      | 0    | 1     |
| 10      | Niemcy          | 0     | 1      | 2    | 3     |
| 11      | Belgia          | 0     | 1      | 0    | 1     |
| 11      | Bułgaria        | 0     | 1      | 0    | 1     |
| 11      | Portugalia      | 0     | 1      | 0    | 1     |
| 14      | Holandia        | 0     | 0      | 1    | 1     |